# Крызы
Крызы, крызцы (крыз. хърыцӏаь) — народ в Азербайджане. Бесписьменный крызский язык принадлежит к лезгинской ветви нахско-дагестанской семьи. Крызов считают потомками одного из племён, населявших древнюю Кавказскую Албанию. Вместе с будухами и хиналугцами известны под общим собирательным названием «шахдагские народы» («шахдагцы»).
На основании общности происхождения, истории и традиционной территории расселения объединяются в так называемую шахдагскую группу с соседними народами — будухами и хиналугцами. Крызы — жители, уроженцы и потомки населения высокогорных селений Крыз (азерб. Qrız), Алык (азерб. Əlik), Джек (азерб. Cek), Хапут (азерб. Haput) и Ергюдж, расположенных в районе горы Шахдаг. Крызы также проживают в нескольких селениях Исмаиллинского, Гусарского, Хачмазского районов, а также в городах Баку и Сумгаит.

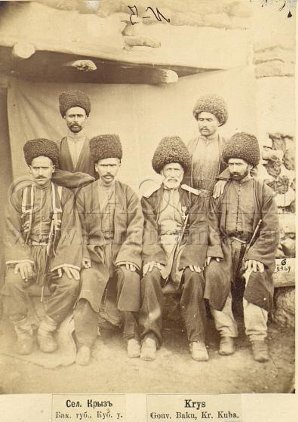
Крызы

В конце XIX — первой половине XX вв. в качестве самостоятельных народов со своими собственными языками рассматривались собственно крызы (жители и уроженцы селения Крыз), алыкцы, джекцы (джеки), гапутлинцы (хапутлинцы, хапуты) и ергюджцы — этнические группы, именуемые по названиям своих родовых селений и считающиеся в наши дни субэтносами крызского народа. Исследователи сходятся во мнении, что древнейшим известным населённым пунктом крызов было селение Крыз, из которого в своё время отселились предки нынешних джекцев, алыкцев и хапутлинцев.
Переселение крызов в равнинные районы Азербайджана, начавшееся ещё до Октябрьской революции, как отмечается исследователями, приводит к постепенной утрате ими этнического своеобразия, национальных традиций и собственного языка, которому грозит исчезновение. Этому способствует отсутствие письменности и даже начального обучения на родном языке. Школьное обучение ведётся исключительно на азербайджанском языке. Для большинства крызов (особенно проживающих за пределами шахдагской зоны) характерно двуязычие, при этом использование родного языка ограничивается в основном бытовой сферой.
Главное занятие — овцеводство; земледелие и садоводство имеют второстепенное значение. Развиты ремёсла — изготовление ковров, паласов, шерстяных узорчатых носков, шалей, выделка войлока, дубление кожи и изготовление кожаных изделий.
По вероисповеданию — мусульмане-сунниты. Сохраняются доисламские (языческие) обряды и традиции.

## История
Первые письменные свидетельства о крызах и других шахдагских народах были оставлены русским офицером немецкого происхождения И. Гербером, участником Персидского похода Петра I (1722—1723). В то время земли крызов были частью Шемахинского ханства, во второй половине XVIII века вошли в Кубинское ханство, а в 1806 г. были присоединены к России.
В 1860—1880-е гг. увеличение горского населения, начавшийся распад больших патриархальных семей, а также начало интенсивного разведения марены, превратившейся в одну из основных статей местного экспорта, привели к миграции части горцев (прежде всего крызов и лезгин) на равнину, в Мюшкюрский магал — область на севере Кубинского уезда с неблагоприятным влажным жарким климатом, где значительные территории расчищались и обрабатывались под марену и чалтык. К 1880-м годам Мюшкюр уже представлял собой густонаселённую территорию. Там, где ранее были лишь зимние помещения для скота и землянки для пастухов, появились новые сёла и сады. Из 58 крызских отсёлков тридцать пять были созданы переселенцами из селения Крыз, двадцать три — из селения Джек. Отток жителей селений Крыз, Джек и Алык на равнину привёл к тому, что в 1880-е гг. в этих селениях оставалось лишь 1037 жителей, тогда как общая численность крызского населения Мюшкюрской равнины достигла 5100 человек. Подавляющее большинство потомков этих переселенцев в настоящее время проживают в нескольких селениях Хачмасского района и, как отмечается, сильно ассимилированы окружающим азербайджанским населением.
Кроме того, в тот же период XIX века хапутами (хапутлинцами) было создано несколько отсёлков в южной части Кубинского уезда, в Геокчайском и Шемахинском уездах Бакинской губернии, Нухинском уезде Елизаветпольской губернии. В 1880-е годы в хапутлинских селениях Мюшкюрской равнины было переписано 1433 хапутов, в Геокчайском и Шемахинском уездах — 710.
Таким образом, общая численность крызского населения к концу XIX века составляла ок. 8,5 тыс.
В то же время, по данным Н. К. Зейдлица, основанным на посемейных списках 1886 года, крызы насчитывали 7767 чел. Согласно Энциклопедическому словарю Брокгауза и Ефрона, издававшемуся в конце XIX — начале XX веков, крызы составляли 1,1 %, а джекцы — 4,2 % населения Кубинского уезда (насчитывавшего на тот момент 175 тыс.) и вне его пределов не проживали. А. Мустафаев указывает, что в результате ассимиляции с окружающим населением уже в ходе посемейной переписи 1886 года крызы указывались не отдельной народностью, а азербайджанцами или лезгинами. Эта перепись зафиксировала в селениях Джек, Ергюдж и Хапут в общей сложности 178 жителей, и в то же время 558 жителей с. Крыз и 454 жителя с. Алык были указаны как лезгины. В первой всеобщей переписи населения Российской империи (1897) крызы и другие представители шахдагских народностей указывались в общей графе «горские народы Кавказа».
Некоторые исследователи указывают, что уже к началу XX века крызы, переселившиеся на равнину, под влиянием окружающей их азербайджанской культуры и языка в большой степени утратили своё этническое своеобразие.
В ходе Всесоюзной переписи 1926 года было зафиксировано 2600 крызов. В дальнейшем приходится основываться лишь на разрозненных оценочных данных. Согласно опубликованным результатам всесоюзной переписи 1959 года, крызами были записаны 273 человека, хотя в ряде источников указывается, что крызы не показывались отдельной строкой в переписях населения уже начиная с 1959 года. В середине 1960-х гг. языковед Ю. Д. Дешериев приводил две существенно различающиеся оценки численности крызов — 4-5 тыс. и более 7 тыс.. В конце 1970-х гг. М. И. Исаев писал, что крызы насчитывают ок. 6 тыс. человек. В конце 1990-х — начале 2000-х гг. численность крызов оценивалась в 6-8 тысяч. Согласно переписи населения Азербайджана 2009 года, было зафиксировано 4400 крызов.

## Общественный уклад, традиции, быт
Как отмечает А. Мустафаев, общественный быт крызов, как и других горских народов, исторически основывался на патриархально-общинных отношениях, на которые в той или иной степени влияли феодальные отношения, присущие государствам, в состав которых они входили (государство Ширваншахов, Кубинское ханство). Долгое время у крызов преобладали эндогамные браки, заключавшиеся внутри своего села и обычно в своей родственной группе. Как и у всех горских народов, для крызов были характерны обычаи кровной мести, гостеприимства.
Традиционное хозяйство носило полунатуральный характер. Основным занятием было скотоводство (в основном овцеводство) на альпийских пастбищах. На зиму стада перегонялись на арендуемые территории на равнине. Именно вокруг прежних зимовий и сформировались впоследствии крызские отсёлки, традиционный быт которых в первое время соответствовал привычным обычаям.
Главную роль в управлении вольной крызской общиной играл совет старейшин племён. Пережитки традиционных родоплеменных и патриархальных отношений сохранялись до недавнего времени, проявляясь, в частности, в формировании отсёлков на Мюшкюрской равнине по родовому принципу и в делении крызских селений на кварталы по признаку кровного родства. В советский период традиционные формы самоуправления и администрации были ликвидированы. Устранение территориальной и транспортной изоляции, коллективизация сельского хозяйства, распространение образования (на азербайджанском языке) и культуры привели к более тесному вовлечению жителей высокогорных селений в жизнь республики, снижению роли традиционных ремёсел.
Крыз и соседние высокогорные селения, расположенные на высоте свыше 2000 м над уровнем моря, имеют характерное ступенчатое и скученное расположение домов с небольшими двориками. В отличие от них, крызские отсёлки на равнине имеют свободную планировочную структуру. Как уже указывалось, практически все они сформировались на основе родства и названы по именам основателей или названиям родов. В период коллективизации проводилась политика объединения крызских отсёлков в крупные сёла, что привело к возникновению населённых пунктов, жители которых происходят из разных родов.
Традиционные крызские жилища мало чем отличаются от жилищ соседнего азербайджанского населения. В высокогорных селениях основным строительным материалом служат грубоотёсаный камень и галька, в равнинных — сырцовый кирпич, смешанный с соломой.
Повседневная и ритуальная одежда равнинных крызов не отличается от одежды окружающего азербайджанского населения. У горских крызов традиционная специфика частично сохранилась.
Основа питания — молочные (жирный овечий сыр, сливки, творог, сливочное масло) и мясные продукты (баранина и говядина в свежем и вяленом виде). В равнинных селениях на праздники и различных торжествах зачастую готовят и чисто азербайджанские блюда — кебабы, долму, плов и др. Незначительная роль овощей в традиционной кухне компенсируется массовым использованием дикорастущих растений — алычи, мушмулы, чабреца, кизила и др.

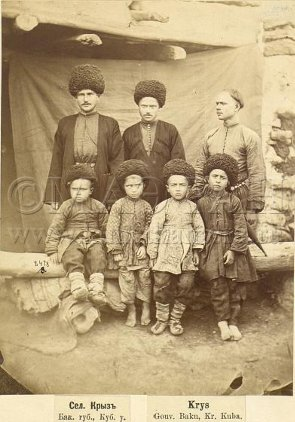
Крызские дети, 1880 год.

## Крызский язык
Крызский язык входит в шахдагскую подгруппу лезгинской ветви нахско-дагестанской языковой семьи. В литературе наряду с названием «крызский язык» встречается также название «джекский язык». В крызском языке выделяются следующие диалекты: собственно крызский (крызско-ергюджский), джекский, хапутлинский (все они разделяются на говоры) и алыкский.
Значительная часть крызов владеет азербайджанским языком. Лексика крызского языка богата азербайджанскими заимствованиями; через азербайджанский язык проникли и слова персидского и арабского происхождения. В отличие от равнинных районов, в области традиционного расселения — в горных сёлах Алык (азерб. Əlik), Джек (азерб. Cek), Крыз (азерб. Qriz), Хапут (азерб. Hapit) и Крыз-Дехне (азерб. Qırız-Dəhnə), расположенных в одном из наиболее удалённых и труднодоступных районов Кавказа, на высоте свыше 2000 м, — владение азербайджанским не является повсеместным — билингвизм характерен в первую очередь для мужчин, которым приходится постоянно выбираться в азербайджанские селения для закупок и торговли своей продукцией. В быту же жители высокогорных сёл пользуются своим языком. Большое значение имеет и то, что обучение в школах ведётся лишь на азербайджанском языке.